# Kanton Marnay
Kanton Marnay (francouzsky Canton de Marnay) je francouzský kanton v departementu Haute-Saône v regionu Franche-Comté. Tvoří ho 18 obcí.

## Obce kantonu
- Avrigney-Virey
- Bay
- Beaumotte-lès-Pin
- Bonboillon
- Brussey
- Chambornay-lès-Pin
- Charcenne
- Chenevrey-et-Morogne
- Courcuire
- Cugney
- Cult
- Étuz
- Hugier
- Marnay
- Pin
- Sornay
- Tromarey
- Vregille